# Gianpaolo Cucchietti
Gianpaolo Cucchietti, né le 25 juin 1942 à Dronero au Piémont et mort le 20 septembre 2014 dans la même ville, est un coureur cycliste italien, professionnel de 1965 à 1971.

## Palmarès
- 1967
  - 4e de la Corsa Coppi
  - 4e du Championnat de Zurich
  - 8e du Tour des Apennins 
  - 9e du Grand Prix de Prato
- 1968
  - 5e du Tour des Marches 
  - 10e du Tour de Vénétie
  - 10e des Trois vallées varésines
- 1969
  - 9e de la Coppa Placci
  - 10e du Tour du Haut-Var
- 1970
  - 5e du Tour du Haut-Var

## Résultats sur les grands tours

### Tour d'Italie
5 participations
- 1966 : 45e
- 1967 : 34e
- 1968 : 44e
- 1969 : 51e
- 1970 : 41e